# Manoir d'Arbafer
Le manoir d'Arbafer (en allemand : Gutshaus Arbafer, en estonien Arbavere mõis) est un petit manoir historique estonien qui se trouve à Kadrina (ancienne paroisse St.-Katharinen) dans la région du Virumaa occidental (ancien Wierland).

## Historique
Le domaine fait partie du domaine de Huljal appartenant à la famille von Rosen depuis le XVIe siècle qui passe ensuite à la famille von Tiesenhausen. Il s'en sépare en 1696  pour devenir un domaine propre qui appartient aux Pahlen dont la résidence se trouvait au domaine de Palms. Puis il rejoint le domaine de Loop en 1820 qui appartient à la famille von Dellingshausen qui fait construire ce petit manoir de bois en 1840 en style néoclassique. Le baron Nikolai von Dellingshausen, fameux géophysicien qui demeurait au château de Kattentack, aimait à y séjourner. Le domaine agricole est nationalisé en 1919.
Cette demeure de campagne a été récemment restaurée par ses nouveaux propriétaires, après des années d'abandon.

## Source
- (et) Cet article est partiellement ou en totalité issu de l’article de Wikipédia en estonien intitulé « Arbavere mõis » (voir la liste des auteurs).